# Huang Bowen
Dans ce nom chinois, le nom de famille, Huang, précède le nom personnel.
Huang Bowen, né le 13 juillet 1987 à Changsha en Chine, est un footballeur international chinois. Il évolue actuellement au poste de milieu au  Guangzhou Evergrande.

## Biographie

### Carrière en club
Il participe à la Coupe du monde des clubs de la FIFA 2013 avec le club du Guangzhou Evergrande, jouant trois matchs : contre Al-Ahly Le Caire, le Bayern Munich et enfin l'Atlético Mineiro. Son équipe termine à la quatrième place.

### Carrière en équipe nationale
Huang Bowen est convoqué pour la première fois en sélection par le sélectionneur national Vladimir Petrović le 25 mai 2008 lors d'un match contre la Jordanie (victoire 2-0).
Il dispute une coupe d'Asie en 2011. Il ne joue pas de matchs lors de l'édition 2011.
Il participe également à une coupes d'Asie de l'Est en 2010. Il joue enfin 4 matchs comptant pour les éliminatoires de la coupe du monde 2014.
Au total il compte 32 sélections et 2 buts en équipe de Chine depuis 2008.

## Palmarès

### En club
- Avec le Beijing Guoan
  - Champion de Super League en 2009

- Avec le Jeonbuk Hyundai Motors
  - Champion de K-League en 2011

- Avec le Guangzhou Evergrande
  - Vainqueur de la Ligue des champions de l'AFC en 2013 et 2015
  - Champion de Super League en 2012, 2013, 2014, 2015, 2016 et 2017
  - Vainqueur de la Coupe de Chine en 2012 et 2016

### En sélection
- Vainqueur de la Coupe d'Asie de l'Est en 2010